# Carisolo
Carisolo là một đô thị ở tỉnh Trento ở vùng Trentino-Alto Adige/Südtirol của Ý, cách Trento 30 km về phía Tây Bắc. Tại thời điểm ngày 31 tháng 12 năm 2004, đô thị này có dân số 936 người và diện tích là 24,7 km².
Carisolo giáp các đô thị: Vermiglio, Ossana, Pinzolo, Giustino, và Caderzone.